# ماهی اسکار
ماهی اسکار (نام علمی: Astronotus ocellatus)، از شناخته شده‌ترین ماهی‌های زینتی گوشتخوار و از خانوادهٔ Chichlidae است این ماهی در آب‌های شیرین زندگی می‌کند و بومی رودخانه‌های آمازون، پاراگوئه و شرق ونزوئلا است. معروفترین گونه‌های آن اسکار ببری، اسکار البینو و اسکار سلطنتی است. اسکار سلطنتی، پرطرفدارترین گونه از این جانور است. درازای اسکار، معمولاً نزدیک به ۲۵-۳۰ سانتی‌متر است و اگر در زیستگاه طبیعی خودش باشد نزدیک به ۱۵ سال عمر می‌کنند...
اسکار ماهی حدود ۶۰ سال پیش وارد بازار شد. این ماهی با همنوعانش و ماهیان بزرگ‌تر از خود همزیستی دارد.آنها صاحبشان را به خاطر می سپارند و میتوانید با آنها بازی کنید و آموزش دهید
نکته:نباید از ماهی های مریض استفاده شود.

## زیستگاه و نگهداری
این ماهی در آب شیرین زندگی می‌کند و اگر در زیستگاه طبیعی خودش باشد طول آن به۶۰ سانتی متر هم می‌رسد. ولی در فضای بسته مانند آکواریوم، تا تقریباً ۴۰-۴۵ سانتی متر بیشتر رشد نمی‌کند. دمای مورد نیاز برای نگهداری اسکار ماهی ۲۲ تا ۲۶ درجهٔ سانتیگراد است. دمای بیش از ۲۸ درجه مانع از تخم ریزی آن می‌شود. برای نگهداری اسکارها اندکی شوری در آب حیاتی است و باعث بالا رفتن سرعت از تخم بیرون آمدن بچه‌هایش می‌شود.
اسکارها باید در دمای ۲۳ الی ۲۸ و سختی آب ۱۵-۱۰ درجه - PH= ۷٫۵ نگهداری شوند. زیستگاه اصلی این نوع ماهی رودخانه آمازون می‌باشد در کنار ماهیانی همچون آروانا، پیرانا و حتی همزیستی با تمساح آن مناطق دارد.

## ویژگی‌ها

### خوراک
اسکار ماهی پر اشتهایی است و با دهان بزرگش قدرت دارد ماهیان بزرگتر از دهانش را بگیرد و آرام آرام ببلعد. اسکار ماهی شکارهایش را از سر می‌بلعد. تغذیه اسکارها آسان است. آن‌ها هر چیزی از ماهی‌های زنده گرفته تا کرم‌های خاکی را می‌خورند. اسکارها کسی را که به آن‌ها غذا می‌دهد را به خاطر می‌سپارند. بهترین غذا برای اسکارهای مولد غذاهای زنده شامل ماهی‌های رودخانه‌ای و بچه قورباغه‌ها و آبزیان بزرگ است.
اسکارها هر روز یک بار باید سیر بشوند. می‌توان از غذاهای پولکی، حبه‌ای، زنده، کرم خونی، کرم خاکی و حتی سبزیجات برای تغذیه آن‌ها استفاده کرد. بهتر است اسکارها را در آکواریومی با حجم بالاتر از ۱۰۰ لیتر نگهداری کنیم.

### تولید مثل

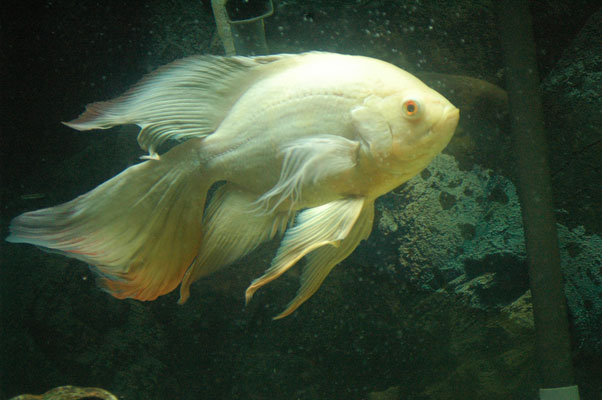
اسکار باله بلند

راه تشخیص جنسیت اسکار به این ترتیب است که ماهی نر اسکار با مشخصات نوک لوله اسپرم شبیه به نوک قلم نی و قوز روی سر بلندتری دارد و لب‌های ضخیم و پهن تر و چانه بزرگ‌تری نسبت به ماده دارد. جنس ماده اسکار ماهی نوک لوله تخمدان شبیه تخم با لبه گرد و قوز روی سر کوتاه تر و لب‌های باریکتر و نازکتر و دهان کوچک تر از جنس نر دارد.
اسکارها برای تولید مثل باید به سن ۱۸ ماهگی برسند و اندازه آن‌ها حداقل ۱۵ الی ۲۰ سانتیمتر شده باشد. یکی از علائمی که نشان دهنده نزدیک بودن فصل تخم ریزی اسکارها این است که در مکان تخم ریزی (معمولاً میان تخته سنگها) شروع به تمیز کردن و ایجاد حفره می‌کنند. چه نر و چه ماده از فرزندان خود به‌طور یکسان مراقبت می‌کنند و شرایط زیستی را برای فرزندان خود آسان می‌کنند.
خروج نوزادان اسکار از تخم معمولاً 3 روز به طول می‌انجامد و لاروها بعد از چهار تا پنج روز(بسته به دمای اب)شروع به شنای آزاد میکنند که از ابتدای این حالت باید شروع به تغذیه کرد.
اسکار بیشتر دوست دارد در کف و روی سطحی صاف بریزد تخم‌های اسکار چسبندگی دارند و به شکل گرد و قهوه‌ای رنگ بوده و به اندازه یک عدد ماش‌اند. میزان اسیدیته آب برای تخم‌ها باید بین ۵ تا ۸ pH باشد و دمای مناسب برای تخم‌ها ۲۸ درجه سانتیگراد و.سختی مناسب برای هچ،کمتر از 60ppm می‌باشد. جنس نر سرش قوز دارد ولی جنس ماده سرش صاف است.

### تخم ریزی
ماهی ماده با لرزش‌های مخصوصی به سطح محل تخم ریزی نزدیک می‌شود و تخم ریزی را شروع می‌کند و به صورت یک خط ردیفی از ابتدا تا انتهای محل تخم ریزی را به صورت یک  ردیفی تخم ریزی می‌کند و چون تخم‌ها چسبنده هستند به سنگ می‌چسبند.
بعد از اتمام تخم‌ریزی ماهی‌ها شل و بی حال و به صورت مورب و کج در کنار همدیگر آرام می‌گیرند. در این حالت سطح آب آکواریوم کف زده‌است و رنگ آب به دلیل تجزیه اسپرم نرها شیری رنگ شده‌است.

اکنون نوبت آن است که به مکانیسم واقعی تولید مثل ماهی اسکار بپردازیم . شیوه تولید مثل ماهی اسکار بدین صورت است که ماهی ماده تخم ریزی کرده. و ماهی نر تخمها را بارور می سازد . در شرایط مناسب. نوزادهای بسیار کوچک از بیشتر تخم ها خارج خواهند شد . برخی از این نوزادها تقریبا در بدو تولد تلف می شوند. برخی چند روز زنده مانده و سپس خواهند مرد ، عده ای دیگر برای هفته ها و ماهها به زندگی ادامه می دهند و سپس می میرند. و تعدادی هم تا زمان بلوغ زنده خواهند ماند .

در طبیعت معمولا بیش از ۹۷ درصد از نوزادان پیش از آنکه به طول ۲ سانتی متری برسند تلف می شوند. و درصد قابل توجهی از ماهی های باقی مانده هم پیش از آنکه به بلوغ برسند از میان می روند . کسی به درستی نرخ مرگ و میر اسکارها در سنین مختلف در طبیعت را نمی داند. و البته اهمیتی هم ندارد زیرا آنچه در حیات وحش رخ می دهد. با آنچه در آکواریوم به وقوع می پیوندد. بسیار تفاوت دارد . اگر چه شما در هر تخم ریزی تعدادی از ماهی های جوان خود را از دست خواهید داد. اما قادر خواهید بود تا نتیجه بهتری را نسبت به طبیعت از اسکار خود بدست آورید .